# (3426) Seki
(3426) Seki es un asteroide perteneciente al cinturón de asteroides, descubierto el 5 de febrero de 1932 por Karl Wilhelm Reinmuth desde el Observatorio de Heidelberg-Königstuhl, Alemania.

## Designación y nombre
Designado provisionalmente como 1932 CQ. Fue nombrado Seki en honor al astrónomo japonés Tsutomu Seki.